# Kevin Mirallas
Kevin Antonio Joel Gislain Mirallas y Castillo (* 5. října 1987 Lutych) je bývalý belgický profesionální fotbalista, který hrával na pozici ofensivního záložníka či křídelníka. Svoji hráčskou kariéru ukončil v létě 2023 v kyperském klubu AEL Limassol. Účastník Mistrovství světa 2014 v Brazílii.

## Klubová kariéra
V mládí hrál za Standard Lutych, klub ze svého rodného města. Z Belgie odešel do Francie a zahájil svou profesionální kariéru v týmu Lille OSC. Soutěžní premiéru absolvoval 16. srpna 2004 v utkání Poháru UEFA proti irskému celku Shelbourne FC.
Poté následoval transfer za 4 miliony € do jiného francouzského klubu AS Saint-Étienne.

### Olympiakos Pireus
V červnu 2010 odešel na roční hostování do řeckého popředního klubu Olympiakos Pireus. Hostování se v další sezóně 2011/12 změnilo v přestup. Debutoval ve druhém kvalifikačním kole Evropské ligy proti albánskému mužstvu KS Besa Kavajë (výhra 5:0). Sezóna byla úspěšná, Olympiakos získal řecký ligový titul a Mirallas se stal se 14 ligovými góly nejlepším střelcem klubu. V lize jej v počtu nastřílených branek předčil pouze Djibril Cissé z Panathinaikosu. Následující sezónu 2011/12 vylepšil svou bilanci na 20 gólů ve 25 zápasech, díky čemuž se stal nejlepším kanonýrem řecké ligy. Olympiakos obhájil ligový titul a navíc získal prvenství v řeckém poháru.

### Everton FC
19. srpna 2012 přestoupil do anglického celku Everton FC za 6 milionů £. Zde podepsal čtyřletou smlouvu a dostal dres s číslem 11. Setkal se tady mj. se svým reprezentačním spoluhráčem Marouane Fellainim. Poprvé zasáhl v dresu anglického klubu do zápasu 25. srpna proti domácí Aston Ville, šel na hřiště v 70. minutě a dokonce vstřelil hlavou gól, ten však nebyl uznán pro ofsajd. Everton přesto zvítězil 3:1. Poprvé vstřelil regulérní góly 29. srpna proti týmu Leyton Orient FC při výhře 5:0 v anglickém ligovém poháru, zaznamenal dvě branky. V Barclays Premier League vsítil první gól 22. září 2012 v zápase s domácí Swansea City. Ve 43. minutě zvyšoval na průběžných 2:0, střetnutí nakonec skončilo vítězstvím liverpoolského klubu 3:0.

## Reprezentační kariéra

### Mládežnické reprezentace
Mirallas působil v téměř všech mládežnických reprezentacích Belgie. S výběrem do 19 let se probil na Mistrovství Evropy U19 2006 konané v Polsku. Belgie po výhře 4:2 nad Českou republikou (Mirallas dal jeden gól) a prohrách 1:4 s Polskem a 1:4 s Rakouskem obsadila se 3 body poslední čtvrté místo v základní skupině A.
S reprezentací do 21 let se zúčastnil Mistrovství Evropy U21 v roce 2007 v Nizozemsku, kde Belgie postoupila s 5 body ze základní skupiny A ze druhého místa za Nizozemskem. Mirallas vstřelil po jednom góle v utkání proti Izraeli (výhra 1:0) a Nizozemsku (remíza 2:2). Ve vyřazovací části pak Belgie prohrála v semifinále se Srbskem 0:2.
Na Letních olympijských hrách 2000 v Číně postoupil s belgickým výběrem do 23 let dostal do zápasu o 3. místo. V základní skupině C hrála Belgie postupně s Brazílií (prohra 0:1), Čínou (výhra 2:0, Mirallas vstřelil v 80. minutě druhý gól) a Novým Zélandem (výhra 1:0). Ve čtvrtfinále si Belgie poradila s Itálií 3:2 a Kevin skóroval v závěru prvního poločasu. V semifinále turnaje přišla porážka s Nigérií 1:4 a v souboji o třetí místo opět prohra znovu s Brazílií 0:3.

### A-mužstvo
V A-mužstvu Belgie debutoval 22. srpna 2007 v kvalifikačním utkání proti Srbsku. Belgický národní tým vyhrál 3:2 a Mirallas se na vítězství podílel jedním gólem.
Zúčastnil se kvalifikace na Euro 2008, během níž vstřelil dva góly (svůj premiérový 22. srpna 2007 proti Srbsku a 12. září 2007 proti Kazachstánu). Belgie skončila s 18 body na konečném 5. místě kvalifikační skupiny A a na evropský šampionát nepostoupila.
Hrál i v kvalifikaci na Euro 2012 (objevil se např. 25. března 2011 v utkání s domácím Rakouskem), ale Belgie nakonec nedosáhla ani na druhou příčku zajišťující buď přímý postup na šampionát nebo baráž. S 15 dosaženými body zaostala o 2 body za druhým Tureckem. Kevin v tomto kvalifikačním cyklu gól nevstřelil.
6. února 2013 nastoupil v Bruggách v přátelském utkání proti hostujícímu Slovensku, Belgie zvítězila 2:1 gólem Driese Mertense z 90. minuty. Mirallas odehrál první poločas. 12. října 2012 vstřelil gól v kvalifikačním utkání na MS 2014 proti Srbsku, přispěl tak k vítězství 3:0 belgického národního týmu. Absolvoval domácí kvalifikační zápas 26. března proti Makedonii, Belgie zvítězila 1:0 a udržela si první místo na čele tabulky před Chorvatskem. Trenér belgického národního týmu Marc Wilmots jej zařadil na 23člennou soupisku pro Mistrovství světa ve fotbale 2014 v Brazílii. Se šampionátem se Belgie rozloučila čtvrtfinálovou porážkou 0:1 s Argentinou.

### Reprezentační góly
Góly Kevina Mirallase za A-mužstvo Belgie
| Gól | Datum        | Stadion                                       | Soupeř      | Skóre (min.) | Výsledek | Soutěž                   |
| --- | ------------ | --------------------------------------------- | ----------- | ------------ | -------- | ------------------------ |
| 010 | 22. 8. 2007  | Stadion krále Baudouina, Brusel, Belgie       | Srbsko      | 02:00(30.)   | 3:2      | kvalifikace na Euro 2008 |
| 02  | 12. 9. 2007  | Almaty Central Stadium, Almaty, Kazachstán    | Kazachstán  | 00:20(32.)   | 2:2      | kvalifikace na Euro 2008 |
| 03  | 19. 11. 2008 | Stade Josy Barthel, Lucemburk, Lucembursko    | Lucembursko | 00:10(21.)   | 1:1      | přátelský zápas          |
| 04  | 14. 11. 2009 | Jules Ottenstadion, Gent, Belgie              | Maďarsko    | 03:000(60.)  | 3:0      | přátelský zápas          |
| 05  | 25. 5. 2012  | Constant Vanden Stock Stadion, Brusel, Belgie | Černá Hora  | 01:10(25.)   | 2:2      | přátelské utkání         |
| 06  | 12. 10. 2012 | Stadion Crvena Zvezda, Bělehrad, Srbsko       | Srbsko      | 00:30(91.)   | 0:3      | kvalifikace na MS 2014   |
| 07  | 29. 5. 2013  | FirstEnergy Stadium, Cleveland, USA           | USA         | 00:1000(6.)  | 2:4      | přátelský zápas          |
| 08  | 6. 9. 2013   | Hampden Park, Glasgow, Skotsko                | Skotsko     | 00:200(88.)  | 0:2      | kvalifikace na MS 2014   |
| 09  | 19. 11. 2013 | Stadion krále Baudouina, Brusel, Belgie       | Japonsko    | 01:00(15.)   | 2:3      | přátelský zápas          |